# Waldron (Arkansas)
Pour les articles homonymes, voir Waldron.
La ville de Waldron est le siège du comté de Scott, dans l'Arkansas, aux États-Unis d'Amérique.

## Démographie
| 1850 | 1870 | 1880 | 1890 | 1900 | 1910 |
| ---- | ---- | ---- | ---- | ---- | ---- |
| 90   | 162  | 289  | 487  | 487  | 900  |

| 1920 | 1930  | 1940  | 1950  | 1960  | 1970  |
| ---- | ----- | ----- | ----- | ----- | ----- |
| 918  | 1 077 | 1 298 | 1 292 | 1 619 | 2 132 |

| 1980  | 1990  | 2000  | 2010  | - | - |
| ----- | ----- | ----- | ----- | - | - |
| 2 642 | 3 024 | 3 508 | 3 618 | - | - |